# Inceste
Pour les articles homonymes, voir Inceste (homonymie).

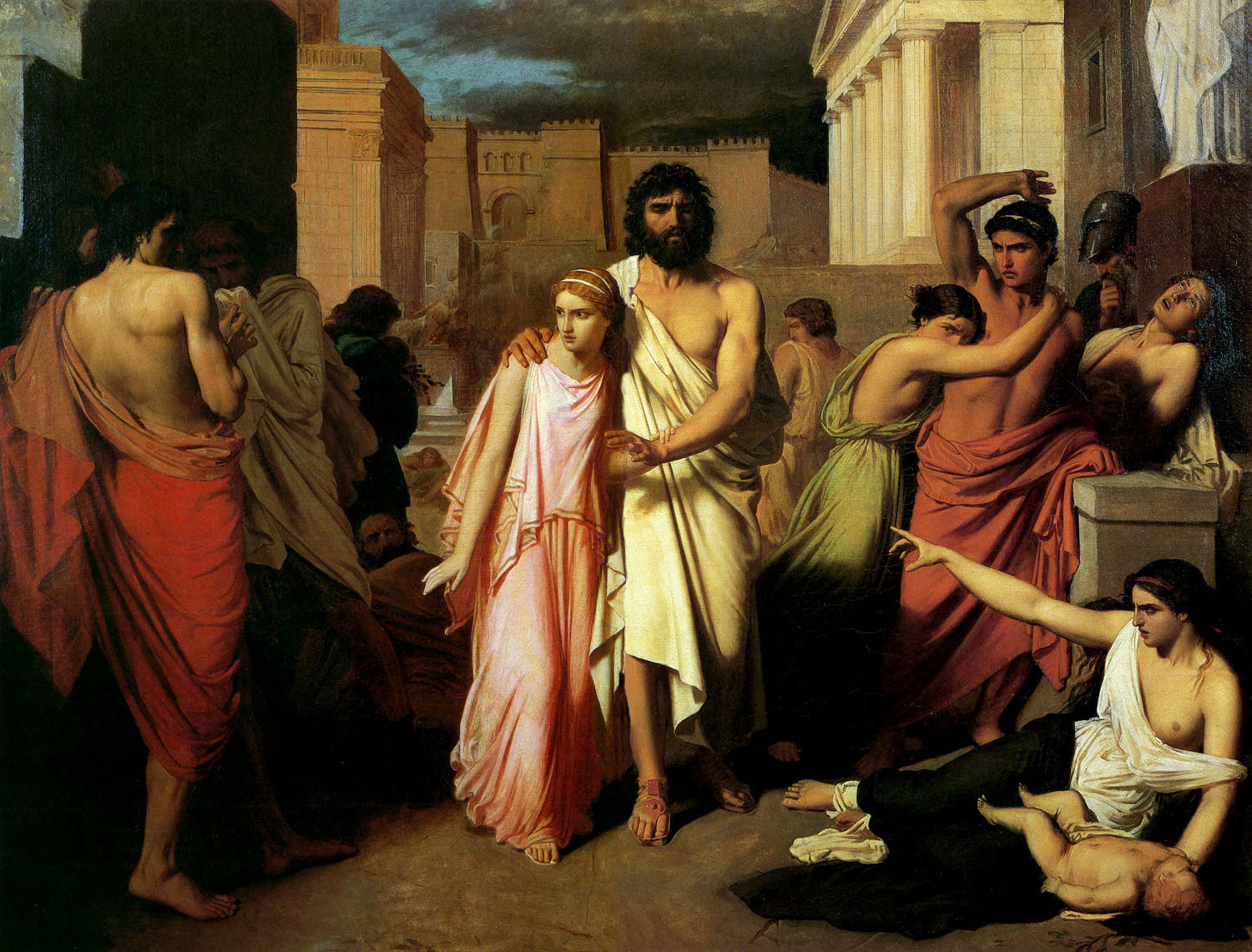
Dans la mythologie, le roi Œdipe, fils de Laïos et de Jocaste, a tué son père et enfreint sans le savoir l'interdit de l'inceste en épousant sa mère. En tant que fils et époux de la reine Jocaste, il est ainsi le père et le frère de ses enfants : Antigone, Polynice, Étéocle, Ismène.
Œdipe et Antigone, tableau de Charles Jalabert, huile sur toile, 1842, musée des Beaux-Arts de Marseille.

L’inceste est un rapport sexuel entre apparentés, très généralement un viol ou une agression sexuelle imposés par des individus détenant une autorité familiale à des individus plus jeunes. Il fait l'objet d'interdits variables selon les époques, les pays, la nature des liens de parenté, l'âge, et les lois en vigueur. Ce peut être une relation entre membres d'une même famille dont le degré de parenté ou d'alliance interdit le mariage civil ou religieux. L'existence d'incestes « consentis », une très nette minorité, a toujours été controversée.
En dépit des prohibitions théoriques, les victimes d'inceste, généralement des filles, sont nombreuses dans toutes les sociétés, les agresseurs étant dans une grande majorité des pères de famille ou frères aînés. Les incestes commis par des mères sur leurs fils sont notoirement difficiles à repérer et sous-estimés, mais entraînent les mêmes souffrances chez les victimes. Ces souffrances, peu visibles au moment de l'acte, le deviennent surtout à l'âge adulte, à travers des tentatives de suicide et conduites addictives.
L'inceste fait l'objet de nombreuses représentations culturelles qui correspondent rarement à sa réalité, en le romantisant ou bien en représentant l'enfant comme un tentateur. 

## Étymologie et définition

### Étymologie
Le mot inceste vient du latin incestum : souillure, à rapprocher de incesto : rendre impur. Cette étymologie rappelle que l'interdit social est accompagné d'une forte répression culturelle qui fait de l'inceste un tabou. Il en ressort un principe implicite que l'on retrouve dans le langage courant puisque le terme peut aussi être employé de manière métaphorique pour décrire une relation mal venue entre deux entités très proches (par exemple deux entreprises).

### Définition
L'inceste qualifie les « relations sexuelles prohibées entre parents très proches », entre parent et enfant, entre enfants d'une fratrie (y compris demi-frère et demi-sœur), entre grand-parent et petit-enfant, ou encore entre oncle ou tante et neveu ou nièce, voire selon certains entendements entre cousins. La définition fournie par l'anthropologue Dorothée Dussy insiste sur la notion de « pratiques sexuelles imposées à un enfant de sa propre famille ».
Autrement défini, l'inceste désigne une relation sexuelle lorsqu’elle a lieu dans le cadre d'une parenté qui interdit le mariage, ce qui peut alors impliquer les filiations par alliance ou l'adoption.
L'inceste est défini par une norme sociale fondamentale relative à la famille mais dont l'application formelle dépend de l'autorité à laquelle on se réfère :
- la culture, les coutumes et les bonnes mœurs ;
- la religion, relative à chacune et qui émane des textes de référence ;
- le droit et la légalité qui sont alors relatifs au lieu géographique, pays ou État, dans le cadre duquel les lois s'appliquent.

Ces différentes formalisations ne sont pas nécessairement concordantes puisque les religions ne définissent pas systématiquement tout ce qui tient de l'inceste, pas plus que le droit. Par exemple en droit français, c'est l'abus sexuel sur mineur qui était pris en compte, aggravé lorsqu’il s'agit d'une « personne ayant autorité », mais indépendamment des liens de parentés jusqu'à une nouvelle loi de 2016.
À l'échelle individuelle, l'inceste est étudié en psychologie selon de multiples approches, allant de la recherche de cause de pathologie psychique comme l'a fait Sigmund Freud dans sa théorie de la séduction en 1896, jusqu'à la conceptualisation d'un mécanisme incestuel qui « édicte comme tabou non pas l'inceste mais la vérité sur l'inceste » comme le formalise Paul-Claude Racamier.
Claude Lévi-Strauss a théorisé l'existence d'une prohibition de l'inceste dans toutes les sociétés connues : cette norme sociale serait pour l'anthropologie un sujet majeur au point de fonder la culture et structurer les sociétés.
Le thème est présent au niveau anthropologique chez Sigmund Freud dans son ouvrage Totem et Tabou (1913) ; dans le cadre de la sexualité infantile, il se retrouve au moment du complexe d'Œdipe, théorie controversée aujourd'hui par certains auteurs.[réf. nécessaire]

## Formes et fréquences d'inceste

### Formes d'inceste
Il existe deux grandes catégories d'inceste : des incestes non-consentis, très généralement dans lesquels un adulte abuse d'un enfant (formant la très grande majorité des cas d'inceste), et une minorité d'incestes décrits comme consentis, voire revendiqués.
Aubry et Lopez distinguent trois formes d'inceste subies par les enfants :
- la première correspondant au qualificatif de viol ;
- la seconde correspondant au qualificatif d'agression sexuelle ;
- une troisième moins connue, le maternage pathologique[13].

Raimbault, Ayoun et Massardier proposent une autre classification, en fonction du sexe et de la position de l'agresseur dans la famille. Ils distinguent ainsi l'inceste père-fille (le plus fréquent), fille-père, mère-fils, fils-mère (le plus rare), père-fils et mère-fille.
Il existe une riche littérature à propos des hommes incesteurs, mais avec un biais important du fait que la majorité d'entre eux échappent à la justice, ces études étant menées sur des hommes incarcérés. Ces études montrent que le sadisme est très minoritaire, et que la grande majorité des hommes incesteurs (80 %) se limitent aux attouchements sexuels sur leurs victimes. L'anthropologue Dorothée Dussy souligne aussi la spécificité des perceptions et des jugements mobilisés par les hommes pour justifier leurs agressions sexuelles, en prêtant des intentions erronées à leurs victimes et en minimisant la portée de leurs actes incestueux, ce qui leur permet de « justifier leurs actes déviants sans en ressentir d'anxiété, de culpabilité ou de baisse d'estime de soi ».
Une typologie des femmes agresseures sexuelles a été établie par Mathews et al. en 1989. Ils identifient quatre catégories :
- l'agresseure-amante ou teacher-lover, qui abuse d'enfants pubères et d'adolescents en disant en être amoureuse ;
- l'agresseure ayant eu de grosses carences et victimisations durant son enfance, qui reproduit l'abus dont elle a été victime, avec un niveau de violence potentiellement élevé ;
- l'agresseure contrainte par son partenaire ;
- l'agresseure accompagnée par un homme faisant partie ou non de son milieu familial.

#### Incestes père-fille
D'après Jean-Jacques Geoffroy, les incestes père-fille constituent la grande majorité des cas d'incestes traités parmi les affaires judiciaires, soit environ 95 %. C'est aussi ce que note l'historienne Fabienne Giuliani, l'examen des archives françaises du XIXe siècle révélant une prédominance d'incestes père-fille avec l'aînée de la fratrie, présentée comme une épouse de substitution. Dans la littérature médiévale, l'inceste père-fille est présenté comme un acte de luxure plutôt qu'un crime, et la fille est présentée comme consentante, voire comme participante active.
Une fille victime d'inceste par son père ou son frère est rarement bien défendue, ne serait-ce que du fait qu'aucun mythe (tel celui de l'Œdipe) n'existe pour la protéger, mais aussi car l'histoire du genre féminin s'est construite sur la base d'une soumission à l'autorité masculine, favorisant la réduction de ces victimes au silence.
D'après Patrick Alvin, les incestes père-fille (de même que si l'agresseur est le grand-père ou l'oncle) suivent un scénario-type : la victime a de l'affection pour son père, mais ce dernier met en place un jeu séducteur ou une menace, auxquels l'enfant répond, incrédule et « sans penser à mal ». La victime tombe ensuite sous l'emprise affective du père qui, de séducteur, devient intrusif puis violeur au moment de la puberté. Les transgressions du tabou de l'inceste s'effectuent lorsque la fille est seule avec son père, sans témoins. Cela assimile l'inceste à un secret de famille partagé entre la victime et l'agresseur. Le père multiplie ensuite les formes de mensonge, de menace et de chantage afin de préserver ce secret, créant un sentiment de honte, de complicité et de culpabilité partagée chez sa victime.

#### Incestes mère-fils et maternage pathologique
D'après différents auteurs, la clinique montre que l'inceste d'une mère sur un fils est beaucoup plus fréquent que sa forme inverse (celle où un fils séduit sa mère), mais aussi que cette fréquence est largement sous-estimée dans l'opinion publique,. Plusieurs explications à cette sous-estimation sont avancées, dont la croyance selon laquelle la victime ne puisse être qu'une fille agressée par son père, l'habitude de réduire l'inceste aux relations sexuelles génitales imposées, l'idéalisation de la fonction maternelle et la résistance sociétale à reconnaître les manifestations sexuelles et les conduites agressives émanant de femmes. Dussy souligne aussi un manque d'études relatives aux femmes auteurs d'abus sexuels sur enfants, la proportion de garçons abusés par leur mère montant statistiquement jusqu'à 24 %. Dans un ouvrage de la journaliste Anne Poiret, L'Ultime tabou, il est question de cet inceste mère-fils à travers des récits vécus de souffrance, ces traumatismes restant à vie d'après ces témoignages.
Les agressions sexuelles par des femmes adultes sont souvent subtiles et masquées, ce qui conduit à une grande difficulté pour les garçons victimes à identifier l'abus sexuel. Le maternage pathologique, une forme d'inceste mère-fils, consiste à s'introduire dans l'intimité du garçon victime en lui prodiguant des « soins » injustifiés qui apportent une satisfaction sexuelle : introduction de suppositoire, toilettes, bains et massages avec manipulation des organes génitaux, pouvant déboucher sur une relation sexuelle à l'adolescence ou à l'âge adulte. Peu connue, cette forme d'inceste entraîne les mêmes souffrances chez les garçons victimes que des formes d'inceste avec pénétration génitale,. Dussy souligne également que les abus sexuels commis par des femmes sont aussi violents, intrusifs et sérieux que ceux commis par des hommes. Les femmes abuseures manifestent des conduites agressives allant jusqu'à l'expression d'une satisfaction face à la souffrance de leurs victimes.

#### Incestes fils-mère
La forme d'inceste dans laquelle un fils séduit volontairement sa mère est rarissime selon Raimbault, Ayoun et Massardier, qui déclarent n'en trouver aucune trace dans les annales médico-judiciaires ni dans les travaux de spécialistes. Sa seule mention figure dans la Psychopathia sexualis (1886), qui l'atteste parmi quelques familles qui vivent dans l'isolement rural. Le mythe fondateur de l'interdit de l'inceste (le mythe d'Œdipe) porte sur cette forme spécifique.

#### Incestes père-fils
La prédominance d’une psychopathologie est plus importante dans les cas d’inceste père-fils que dans toutes les autres combinaisons à l’exception de l’inceste sœur-sœur. Le fils d’un père abusif peut commencer à avoir des accidents semblant menacer sa survie : blessure par balle dans la poitrine infligée délibérément par un ami, des brûlures après avoir menti sur un registre, la chute d’un toit, et un ensemble de blessures aux mains et aux genoux qui peuvent donner des indices sur les antécédents psychosociaux et la personnalité du père là où l’interaction dysfonctionnelle de la famille est un élément-clé dans l’inceste père-fille.

#### Inceste mère-fille
Dans L'Ultime tabou, il est surtout question de l'inceste mère-fille à travers le témoignage d'une femme se rappelant son adolescence et les méfaits de sa mère. Paloma Hermina Hidalgo, poète et romancière, aborde de manière transgressive l’inceste mère-fille dans son œuvre Rien, le ciel peut-être, prix Méditerranée poésie.

#### Incestes dans la fratrie
Une série d'études concordantes établissent que les abus sexuels entre membres d'une même fratrie sont plus fréquents et généralement plus longs et non moins traumatisants que ceux commis par les parents. Environ un tiers des incestes sont commis dans la fratrie. La plupart des agresseurs sont enfants ou adolescents au moment des premiers abus.
L'étude des abus sexuels dans la fratrie se heurte à un courant d'opinion de psychiatres qui affirment qu'ils n'existent pas, et qu'il s'agit uniquement de jeux sexuels entre enfants. L'écart d'âge est notamment mobilisé dans ce débat, plus l'écart étant important et plus l'inceste étant susceptible d'être caractérisé. Il existe cependant une littérature de témoignages de survivants et survivantes d'incestes dans la fratrie par des proches en âge, qui montrent des souffrances équivalentes à celles de personnes incestées par des proches plus âgés. Une autre opinion considère que l'impossibilité d'une pénétration suffirait à ne pas caractériser l'abus sexuel, mais le changement de point de vue (celui de la personne qui subit l'inceste) permet de caractériser l'existence de manipulations par les membres plus âgés de la fratrie afin d'imposer aux plus jeunes d'effectuer des fellations ou des masturbations. Dussy les décrit à ce titre comme des exercices de domination des plus âgés sur leurs cadets. Elle note qu'il n'existe aucun cas documenté  d'un point de vue sociologique d'inceste entre jumeaux ou cousins du même âge, ce qui est cliniquement discutable car des cas existent[réf. nécessaire].

#### Incestes «consentis»
La notion d'« inceste consenti » est polémique.
Fabienne Giuliani souligne la difficulté à l'appréhender, en raison de la très grande hétérogénéité des situations et de l'assimilation fréquente à un secret de famille. Pour elle, la différence essentielle entre inceste consenti et inceste criminel réside dans le lien de subordination de la victime, dans le cas de l'inceste criminel. Aubry et Lopez soulignent qu'il existe une forme de ritualisation de mariages consanguins et incestueux entre frères et sœurs ou apparentés en Grèce antique, en Égypte, chez les Incas et à Hawaï.
Pour le psychologue Jean-Luc Viaux, l'inceste consenti n'existe pas : « les cas cliniques et judiciaires dans lesquels l’allégation d’inceste consenti a été énoncée montrent que l’inceste n’est en fait jamais consenti pour ce qu’il est concrètement : un acte sexuel entre deux personnes interdites de mariage, mais qu’il est toujours une violence absolue dont la mentalisation ne vient que longtemps après ».

### Statistiques d'inceste
D'après l'anthropologue et psychologue Illel Kieser 'l Baz, la perception de l'ampleur des cas d'inceste est masquée par quelques procès médiatiques. Il estime que les cas d'inceste non consenti « se généralisent de manière ophidienne ».

« [...] l'inceste est structurant de l'ordre social. Il apparaît aussi comme l'outil primal de formation à l'exploitation et à la domination de genre et de classe »

— Dorothée Dussy, Le berceau des dominations
Une difficulté pour établir des statistiques réside dans la prise en compte de la parole des enfants et le fait qu'ils puissent mentir. Une autre difficulté provient du fait que les enfants victimes d'abus par des adultes ont souvent perdu confiance en les adultes. Concernant les adultes victimes dans l'enfance, c'est le tri entre les faux souvenirs induits et les souvenirs réels d'actes incestueux qui complique la prise en compte, bien qu'il existe des différences notables entre vrais et faux souvenirs.
Les hommes sont largement majoritaires parmi les coupables d'inceste ; cependant, l'inceste commis par des femmes est « l'objet d'un tabou plus important encore ». D'après l'enquête conduite en France par l’Institut national d'études démographiques auprès de 27 000 personnes en 2015, 96 % des incesteurs sont des hommes. D'après le juge pour enfants Édouard Durand, tous les incesteurs tentent de se défendre en déclarant que l'enfant les a séduits.

#### Statistiques en France
En France en 2022, environ une personne sur dix a été victime d'inceste, ces personnes étant réparties parmi toutes les classes sociales.
Selon un sondage commandité par l'association Internationale des Victimes de l’Inceste en 2009, la France comptait deux millions de victimes d’inceste, et 26 % des Français rapportaient connaître au moins une personne victime d’inceste dans leur entourage. En 2015, l'AIVI commande un nouveau sondage à Harris Interactive, qui permet d'estimer que 6 % des Français sont survivants de l'inceste, soit environ 4 millions de personnes. En prenant des statistiques par genre, 9 % des femmes françaises sont survivantes d'inceste. Une enquête similaire réalisée par internet sur un échantillon de 1 033 personnes en 2020 évalue le chiffre à 6,7 millions de victimes. L'association Face à l'inceste commande en 2020 une enquête à l'institut Ipsos, révélant qu'un Français sur 10 se déclare victime, et que 78 % de ces victimes sont des femmes.
D'après l'association Mémoire traumatique et victimologie, dans près d'un cas d'agression sexuelle sur mineur sur deux, l'agresseur est un membre de la famille.
Le ministère de la justice constate que les cas d’inceste constituent 20 % des procès d’Assises et comptent pour 75 % des situations d’agressions sexuelles sur enfants et plus de 57 % des viols sur mineurs.
La création d’une commission indépendante sur l’inceste et les violences sexuelles faites aux enfants est annoncé par le président de la République le 23 janvier 2021. Edouard Durand, juge des enfants et Nathalie Mathieu, directrice générale de l’association Docteurs Bru sont nommés en tant que présidents. Le rapport publié en novembre 2023 indique que 160 000 enfants sont victimes d'agression sexuelles par an et dans 81% des cas, l’agresseur est un membre de la famille.

## Tabou de l'inceste et transgression
D'après Isabelle Aubry (présidente de l'Association internationale des victimes de l'inceste, AIVI) et le médecin psychiatre victimologue Gérard Lopez « toutes les théories antivictimaires qui minimisent la fréquence ou la gravité [de l'inceste] rencontrent un franc succès alors que sa dénonciation déclenche un sentiment de malaise ». D'après El Baz, « la transgression du tabou de l’inceste et la pédocriminalité sont un problème de civilisation ». Il ajoute que cette transgression du tabou « a toujours existé et reste largement tolérée ».

« La transgression du tabou de l’inceste n’est pas un phénomène isolé. C’est un fait marquant, généralisé, global et il serait irresponsable de ne voir là qu’un phénomène lié à la grande criminalité. Toute la planète est concernée par le phénomène. »

— Illel Kieser 'l Baz
Le crime d’inceste existe parmi « toutes les couches de nos populations », le plus souvent sans être signalé comme tel. El Baz voit dans le profil des incesteurs une partie de l'origine du tabou de l'inceste : les coupables sont généralement des personnes « au-dessus de tout soupçon », ce qui provoque une sidération et un déni de l'entourage lorsque les faits sont mis en évidence. Il souligne l'absence d'études sociologiques sur le profil de l'adulte incesteur, ce qu'il attribue à un « résultat probable du silence, de la honte et du désintérêt ». Cette absence ne permet pas de cerner la personnalité et le profil des incesteurs, ni de l'associer par exemple à la figure du pervers narcissique. Si El Baz témoigne que le profil du manipulateur se retrouve dans certaines affaires d'inceste, il réfute que tous les incesteurs puissent avoir ce profil. Par ailleurs, l'incesteur « mobilise toute son intelligence au service de son vice », exerçant ainsi une influence sur son entourage.
Juliet Drouar et Edouard Durant réfutent que l'inceste appartienne au registre de l'amour, l'incesteur tirant du plaisir de la domination et de la violence sur sa victime. L'emprise des adultes incesteurs sur les enfants victimes est marquée par « l'omniprésence du silence, de la domination et du chantage », ce qui pousse les victimes à « subir et se taire », et fait d'elles des proies que les coupables d'inceste réservent à la seule satisfaction de leur propre plaisir. D'après El Baz, l'incesteur « sidère sa victime, il l’englobe dans sa perversité ».
Les victimes sont souvent accusées par leur propre famille lorsqu'elles osent témoigner. D'après Aubry et Lopez, dans neuf cas sur dix, la famille proche exclut la victime d'inceste afin de préserver sa cohésion familiale. El Baz souligne aussi la très faible mobilisation de la société française en faveur des victimes d'inceste, cette mobilisation étant beaucoup plus importante, par exemple, pour défendre des animaux maltraités ou menacés.
La révélation des faits, nécessaire à une reconstruction, est rendue très difficile par les tabous, voire par l'omerta entourant le sujet, ainsi que par les attitudes d'hostilité ou d'évitement des personnes prises pour confidentes. Cette révélation est généralement très tardive. En France, les plaintes des victimes sont déposées en moyenne 16 ans après les faits. Les coupables ont une très forte tendance à nier ces faits, et surtout, dans 80 % des cas, à ne faire preuve d'aucun remords. Les plaintes en justice sont peu fréquentes, du fait du dépassement du délai de prescription, de la peur d'un rejet par la famille ou de n'être pas cru, et les condamnations qui pourraient contribuer aux mécanismes de réparation sont rarissimes (moins de 1 % en France en 2009). Une partie de ces plaintes se retournent contre les accusateurs,. L'une des raisons est l'impossibilité de retrouver des traces physiques des viols ou abus sexuels, une autre réside dans l'attitude de juges qui ont lu quelques ouvrages de psychologie et de psychanalyse en surface et prennent des décisions qui reflètent leurs propres projections. Enfin, le délai de prescription entraîne des condamnations de victimes pour diffamation.
Citant les travaux de Marie Balmary, Jeffrey Moussaieff Masson et Sándor Ferenczi, Aubry et Lopez estiment que la théorie du complexe d'Œdipe, telle que l'a formulée Sigmund Freud, est en partie responsable du tabou sur la réalité de l'inceste, car « un ou des viols subis dans l'enfance peuvent être attribués à des fantasmes et non à la réalité », transformant « la faute parfois réelle des parents en faute des fils et des filles ». Eva Thomas, victime d'inceste, partage cet avis, estimant que la conception du complexe d'Œdipe « transforme un crime en maladie à soigner » et a « englué les victimes dans la culpabilité ».

## Souffrance des victimes d'inceste
Les incestes non-consentis, ou « crimes d'inceste », sont essentiellement étudiés sous l'angle de la psychopathologie et du traumatisme psychique,. La recherche scientifique a permis d'établir depuis longtemps qu'ils entraînent de lourdes répercussions chez les enfants qui en sont victimes,,, plus profondes et plus graves que le viol dans la mesure où l'inceste concerne la famille proche, les agresseurs étant liés à la victime par des liens « de proximité, d'autorité, de confiance, de dépendance et d'amour ». Le traumatisme est d'autant plus élevé qu'il s'accompagne souvent d'un sentiment de culpabilité,. Édouard Durand note l'aspiration des victimes à ce que la justice leur soit rendue. Les victimes d'inceste rencontrent de graves difficultés à faire entendre leurs témoignages et leurs souffrances, dans un contexte où les incesteurs imposent le silence à l'échelle de la famille, voire de la société.
Il existe un lien établi entre l'inceste subi dans l'enfance et le trouble de la personnalité borderline à l'âge adulte.
Hélène Romano en conclut que « beaucoup d’idées fausses courent sur la résilience des victimes d’inceste. Il ne faut pas les leurrer : on ne se « répare » jamais d’un inceste ». El Baz note la présence de caractéristiques spécifiques aux adultes victimes d'inceste, que l'on retrouve chez les survivants de guerres ou d'exodes, notamment la présence d'une personnalité de surface, et un rapport perçu comme froid et distant avec autrui. De plus, l'adulte victime d'inceste parental ne se construit pas en prenant ses parents pour modèles, mais en puisant parmi plusieurs modèles extérieurs. Son image de lui-même est gravement altérée, de même que sa confiance en lui.
Il existe une forte occurrence de syndrome de stress post-traumatique chez les victimes d'inceste dans l'enfance : d'après une étude avec groupe contrôle sur 97 femmes adultes, 62 % de ces femmes présentaient des symptômes de stress post-traumatique, alors que le groupe de contrôle n'en comptait pas. En 2010, une étude sur 10 femmes adultes survivantes d'inceste montre que, bien que leur comportement soit dans l'ensemble plutôt stable et passif, deux ont un comportement proche des stéréotypes masculins, la moitié souffrent de traumatismes dus à des cauchemars répétés, et trois ont fait une tentative de suicide
Il existe peu de documentation au sujet du risque d'alcoolisme chez les femmes survivantes d'inceste ; certaines femmes avec une histoire d'alcoolisme sont aussi des survivantes d'inceste, mais les causes n'en sont pas connues.[pas clair]

### Trajectoire de vie des victimes d'inceste
L'enfant victime d'inceste manifeste rarement « des troubles majeurs et envahissants, au moment même des faits, que les adultes autour de lui ne peuvent ignorer », du type scarification ou encoprésie ; le plus souvent, son comportement ne laisse rien paraître. Dorothée Dussy évoque une « phase silencieuse ». Des troubles plus importants peuvent apparaître plusieurs mois voire plusieurs années après le début du crime, en particulier au moment où la personne victime d'inceste réalise l'anormalité de ce qu'elle a vécu. Cela peut se manifester par : « scarification, boulimie, addictions diverses, conduites à risque, tentatives de suicide, etc. ». 
D'après Dussy, c'est à l'âge adulte que les conséquences de l'inceste sont les plus graves. La vie entière des victimes est perturbée,, avec perpétuation du traumatisme à travers des cauchemars et des souvenirs. Ces répercussions portent aussi bien sur la santé psychologique que physique, avec des conséquences sur la vie sentimentale, professionnelle et familiale,.
El Baz identifie deux grandes trajectoires de vie chez les survivants d'inceste : ceux qui cherchent à s'épanouir à travers des stimulations excessives, tentant diverses aventures sans discernement ; et des victimes au contraire très intériorisées, qui se protègent par excès de prudence, n'ont pas de vie sexuelle et souffrent généralement d'isolement et de solitude. Il en conclut que la personne expérimente par intermittence un sentiment de soumission puis de rébellion. Une étude sur 27 adolescentes victimes, publiée en 1985, montre qu'elles « ont réagi à leur expérience en adoptant des comportements auto-destructeurs tels que prise de substances toxiques, tentatives de suicide, perfectionnisme, isolement volontaire, ou dépressions ».
Les adultes victimes d'inceste dans l'enfance tendent d'après El Baz à attirer des profils de pervers narcissique, et ce genre de couple « peut durer assez longtemps pour faire illusion ». La sexualité et la vie de couple sont particulièrement difficiles, dans la mesure où la trahison par les parents entraîne une grande difficulté à accorder sa confiance à autrui. Une étude menée sur 92 femmes survivantes d'inceste montre une forte prévalence d'insécurité de l'attachement, qui « prédit la détresse, la dépression et les troubles de la personnalité, au-delà de tout effet de la gravité de l'abus ».

### Risque de suicide
Le risque de suicide des victimes d'inceste est reconnu comme élevé,, s'agissant d'un facteur historique de passage à l'acte suicidaire.
Dans les textes de la mythologie grecque collectés par Caius Julius Hyginus, les suicides de femmes sont plus nombreux que les suicides d'hommes, et « un grand pourcentage de ces suicides était lié à l'inceste ».
Une étude sur 2 ans, publiée par Jean Goodwin (M.D., M.P.H), portant sur 201 familles concernées par l'inceste et publiée en 1981, a révélé 5,4 % de tentatives de suicide chez les victimes (5 chez les mères et 8 chez les filles victimes, des adolescentes âgées de 14 à 16 ans), et aucune tentative de suicide chez les pères criminels. D'après l'auteur de cette étude, toutes les filles qui ont tenté de se suicider ont été au préalable accusées par leur mère d'avoir provoqué l'inceste.
Plus de la moitié des victimes d'inceste auraient commis au moins une tentative de suicide durant leur vie, selon une enquête de l'association internationale des victimes d'inceste menée en 2009 par l'institut de sondage Ipsos.
Il existe aussi un risque de suicide chez les coupables d'inceste après que leur crime a été découvert, vraisemblablement en raison de l'effet de la révélation sur leur vie : deux cas de suicides de criminels ont été étudiés au Minnesota en 1986.

### Sentiment d'identité et de sécurité
D'après le psychiatre et psychanalyste Claude Balier, subir l'inceste détruit le sentiment d'identité des victimes ; il qualifie à ce titre l'inceste de « meurtre d'identité ». Le magistrat Denis Salas le qualifie de « crime généalogique », dans le sens où « la tragédie de l'inceste met en jeu tout le système d'appartenance généalogique à laquelle la victime est indissolublement liée » ; il le compare au génocide qui « vise à détruire l'individu en détruisant son lien de parenté ». Cette idée est également défendue par Hélène Romano, qui ajoute que, pour l'individu victime, « sa croyance en un entourage familial protecteur est anéantie, en même temps que son sentiment de sécurité personnel. Très souvent, il porte le même nom que son agresseur, ce qui constitue une violence supplémentaire ». Le juge des enfants Édouard Durand insiste aussi sur la « perversion du besoin de sécurité des enfants » qu'induit le passage à l'acte sexuel.
El Baz décrit les survivants d'inceste par comparaison avec des migrants coupés de leur famille : « l'individu se retrouve un peu comme un exilé qui parviendrait dans un pays sans rien en connaître et qui serait obligé de s'adapter ».

### Prostitution
D'après Aubry et Lopez (2017), ainsi que selon le psychothérapeute Bernard Lempert (2001), l'inceste tend à favoriser la prostitution des victimes. Lempert y voit « un des principaux fournisseurs de la prostitution », et « un des symptômes de l'inceste, et/ou des agressions sexuelles extrafamiliales mais avec un système d'exposition à l'intérieur de la famille ». Selon la féministe Andrea Dworkin, l’inceste est la « filière de recrutement » de la prostitution,. 42 % des femmes en prostitution sont des victimes de pédocriminels.

## Anthropologie
En 1891, dans son livre The History of Human Marriage (L'Histoire du mariage humain), Edvard Westermarck défend que jusqu'à l’âge de 30 mois, l’enfant développe un système instinctif de rejet des sentiments amoureux et des pulsions sexuelles vis-à-vis des personnes vivant avec lui.
Ce principe, qui sera appelé l'effet Westermarck, défend qu'une origine naturelle au tabou de l’inceste, physiologique, est préexistante à son élaboration sociale.

### Anthropologie classique
En 1949, dans les Structures élémentaires de la parenté, Claude Lévi-Strauss pose les bases d'une nouvelle théorie, dite théorie de l'alliance, qui, en ce qui concerne l'inceste, se trouvera plus tard résumée ainsi : la prohibition de l'inceste « constitue la démarche fondamentale grâce à laquelle, par laquelle, mais surtout en laquelle, s’accomplit le passage de la Nature à la Culture […] avant elle, la Culture n’est pas encore donnée ; avec elle, la Nature cesse d’exister, chez l’homme, comme un règne souverain […] Elle opère, et par elle-même constitue, l’avènement d’un ordre nouveau »,. L'interdit de l'inceste fonde dès lors la société humaine car il oblige les hommes à nouer des relations avec des étrangers. Du fait de cet interdit, les hommes ne peuvent en effet fonder de famille avec leurs sœurs et doivent donc trouver des femmes hors de leur communauté. L'anthropologue voit dans l'inceste et son interdiction, l’articulation entre nature et culture, le fondement social. Le message n’est pas selon lui « N’épouse pas ta sœur », mais bien plutôt : « Donne ta sœur en mariage à ton voisin ». Ainsi, l’exogamie serait à la base des échanges et des alliances entre groupes sociaux, leur permettant de s’affirmer en tant que tels. La prohibition de l’inceste serait alors le fondement de l’exogamie en interdisant l’endogamie (dont les limites varient fortement d’une société à l’autre) et le tabou de l’inceste serait alors une construction sociale destinée à défendre l’exogamie en tant que fondement de la société.
Les théories de Lévi-Strauss sont fondées sur les cultures patrilinéaires, mais l’organisation familiale matrilinéaire des îles Trobriand modifie la façon dont est signifié l'inceste : découverts par Bronisław Malinowski, ces peuples interdisent les relations sexuelles aussi bien entre un homme et sa mère qu'entre une femme et son père, mais ils décrivent ces interdits de manière très différente. Les relations entre un homme et sa mère font partie des relations interdites entre membres d'un même clan ; les relations entre une femme et son père n'en font pas partie.[Passage contradictoire]
La prohibition de l'inceste n'est cependant pas inhérente à toutes les sociétés, comme le montrent des études historiques ou ethnologiques : dans l'Égypte antique on put compter jusqu'à 20 % de mariages adelphiques et pas seulement dans la caste royale, des unions parent/enfant aussi,, ; également dans des royaumes incas ; des royaumes africains des grands lacs ; en Polynésie ; en Perse antique (avec des unions parent/enfant également), ; dans les sociétés hawaïennes.

### Renouvellements épistémologiques autour de l'inceste
Dans l’ouvrage Berceau de la domination. Anthropologie de l’inceste, publié pour la première fois en 2013 puis en poche en 2021, Dorothée Dussy entend remettre en question la théorie de la parenté, héritée de l’anthropologie classique, selon laquelle l’interdit de l’inceste marquerait le passage de la nature à la culture. En effet, selon elle, « si cette théorie [de la parenté] a eu un tel succès, planétaire on va dire, […] c’est qu’elle a, sans être fonctionnaliste, une utilité pour le fonctionnement de notre monde social en ce qu’elle fabrique, elle jette un angle mort sur les pratiques réelles d’inceste ». Elle défend la thèse selon laquelle l’inceste est un apprentissage érotisé de la violence, et qu’il constitue par-là même une situation paroxystique sur le spectre des violences engendrées par l’ordre social patriarcal.
Face au constat, d’ordre méthodologique, que « l’anthropologie de la parenté, classique, ne fait pas beaucoup preuve de réflexivité et ne situe pas tellement le chercheur dans son enquête », Dorothée Dussy réalise une série d’entretiens auprès d’adultes victimes d’inceste dans l'enfance, auprès d’incesteurs condamnés et donc en prison, et auprès de leur entourage. En étudiant ainsi ce qu’elle nomme « incestes réels » ou encore « pratiques réelles d’inceste », l’anthropologue conclut qu’il y a moins un interdit de pratiquer l’inceste qu’un interdit d’en parler. Elle va même jusqu’à considérer, contre l’anthropologie classique, que l’interdit de l’inceste n’est pas le propre de l’humain, mais qu’au contraire la pratique de l’inceste serait une spécificité humaine : « En l’état des connaissances, aucun individu, dans la grande variété des autres espèces animales, ne prend pour partenaire sexuel un être sexuellement immature ».
Toujours d'après Dorothée Dussy, le fait que l'inceste soit une pratique répandue entraîne des répercussions sur l'ensemble de la société, du fait du traumatisme subi par la victime et ses proches. Ses enquêtes réalisées auprès d'hommes condamnés pour inceste montrent qu'il s'agit majoritairement de personnes insérées dans la société et d'apparence banale. Autrement dit, l'inceste fait partie du fonctionnement social patriarcal, il n'est pas le fait d'individus extraordinairement monstrueux.
L'anthropologue et psychologue Illel Kieser 'l Baz estime que « le crime d’inceste pose, d’une manière générale dans nos cultures, le vaste problème de l’excès, de la démesure et finalement, de l’abolition de la conscience morale ». Selon lui, de fausses croyances et préjugés persistent autour de l'inceste, « largement diffusés et faussement étayés par la théorie psychanalytique » : le risque pour les victimes de reproduire ce crime sur leurs propres enfants, le fait qu'une cure psychanalytique serait un traitement approprié pour les victimes devenues adultes, ou encore le fait que les victimes tireraient « un certain plaisir » de la relation incestueuse, idée qui selon lui provient des prédateurs sexuels. Kieser 'l Baz réfute également que l'inceste soit un fantasme ou un désir inconscient universel chez l'enfant de moins de 7 ans. Il estime que ce n'est pas à l'enfant de poser et de respecter l'interdit de l'inceste, mais bien à l'adulte, et que les adultes pervers posent « leurs propres mots sur une expression tout à fait innocente et f[ont] dévier une parole liée à l’imaginaire de l’enfant vers des attitudes purement inscrites dans le registre de l’adulte ». Il compare la situation des victimes d'inceste durant les années 2000 à celle des femmes victimes de viol durant les années 1970, notamment à travers l'évocation du prétendu « désir inconscient » qui aurait provoqué leur agression.

## Psychanalyse

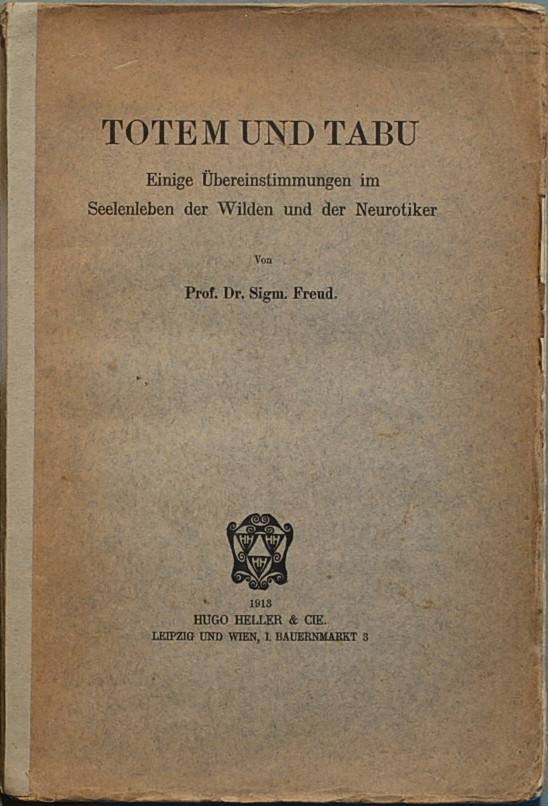
Avec Totem et Tabou (1913), Sigmund Freud cherche à donner à l'anthropologie un fondement psychanalytique : après le meurtre du père par les fils de la tribu, les deux tabous propres au totémisme seront l'interdit de l'inceste et l'interdit de tuer le père-totem.

### L'inceste en psychanalyse (Sigmund Freud)
Selon Nathalie Zaltzman, « l'inceste n’est pas une notion spécifiquement psychanalytique. Dans ce que Freud a nommé le complexe d’Œdipe on n’entre pas du tout par la notion de l’inceste, mais par celle du tabou, puis de l’interdit ». Autrement dit, dans la perspective freudienne, l'inceste (au niveau de la réalité consciente) n’est pas l'Œdipe (qui se situe au niveau symbolique). Hélène Parat précise qu'au contraire l'inceste constitue une attaque contre la structure œdipienne, il abolit la dimension fantasmatique de la vie psychique.
Tandis que le terme « inceste » désigne « une relation sexuelle interdite entre proches parents, l'interdit étant posé au plan moral et éventuellement formulé juridiquement », il s'agit en psychanalyse « non seulement de comportements de ce type réellement observables, mais aussi et surtout des fantasmes incestueux et de la conflictualité qui en découle ».
Sigmund Freud mentionne pour la première fois le thème de l'inceste dans la lettre à Wilhelm Fliess du 31 mai 1897 (Manuscrit N), en faisant l'hypothèse que le renoncement est associé à la nécessité pour le groupe familial de ne pas se replier sur lui-même et d'assurer les échanges avec l'extérieur et en posant que « la “sainteté” procède de l' “horreur de l'inceste” ». Selon Roger Perron, le thème de l'inceste deviendra central par la suite au moment des Trois essais sur la théorie sexuelle (1905), dans la formulation du complexe d'Œdipe défini comme un conflit entre le désir sexuel adressé au parent de l'autre sexe et sa répression. Dans Totem et Tabou (1912-13a), Freud évoque la peur de l'inceste, et tente d'établir que le tabou de l'inceste est universel, ce qui pour lui, fonde l'universalité du complexe d'Œdipe. Il propose l'hypothèse que la répression des satisfactions sexuelles ainsi frappées d'interdit a fourni un moteur essentiel au développement de la civilisation, et plus particulièrement des œuvres de l'esprit (théorie de la sublimation).
Roger Perron estime que le thème de l'inceste a été « assez peu étudié en lui-même dans la littérature psychanalytique ». Il souligne cependant qu'« il ne faut évidemment pas confondre les fantasmes incestueux, présents en tout être humain, et les comportements réels de type incestueux, infiniment plus rares », même si « leur abord psychanalytique a permis d'en comprendre beaucoup mieux la genèse et la signification ». En clair, il ne faut pas confondre les fantasmes incestueux et le « crime sexuel » même si, sur le plan métapsychologique, dans le crime sexuel fondamental qu'est l'abus sexuel — dont « le modèle [...] est la relation abusive adulte/ enfant, mais aussi bien le viol et d'autres variantes » —, il importe de ne « pas négliger que l'aspect infantile est essentiel du côté de l'abuseur. Ainsi que l'analyse Jean Laplanche, c'est la sexualité infantile sadique notamment, qui est en cause chez l'abuseur ».
Nathalie Zaltzman observe qu'à travers ce qui nous revient aujourd'hui de la culture américaine par les médias et les rumeurs, « nous assistons à un phénomène de dissolution des frontières entre des agirs psychopathiques et des fantasmes inconscients » à propos du « classique fantasme de séduction parentale ». Le psychanalyste s'en retrouverait caricaturé comme poussant son patient à intenter un procès à ses géniteurs. Cependant, « c’est par l’abandon de la séduction réelle que S. Freud est entré dans le monde du fantasme inconscient et dans celui de la psychosexualité infantile ».
D'après Bennett Simon, « la psychanalyse a à la fois connu et ignoré, avoué et désavoué, l'impact traumatique de l'inceste réel », en particulier à cause d'une focalisation sur le complexe d'Œdipe plutôt que d'examiner les implications pour les victimes ; il estime qu'« il n'est que trop probable que de nouvelles erreurs puissent être générées et qu'il faille des décennies pour les reconnaître et les réparer ».

### L'incestuel (Paul-Claude Racamier)
En 1995, Paul-Claude Racamier étend le principe d’inceste à l'incestuel,. Il définit ainsi un climat au sein des familles qui floute la distinction des individus, des générations et des places de chacun, ou expliqué autrement, le fait de « ne laisser à l’autre aucune place pour être, la finalité étant pour reprendre l’expression d’André Green de « désobjectaliser, de retirer à cet autre sa propriété de semblable humain ». » Ce climat familial incestuel - il est aussi question d'« inceste moral » - lève les obstacles culturels tout en installant un tabou sur la vérité,[pas clair] ce qui, bien qu'étant parfaitement distinct du passage à l'acte sexuel, peut s'y substituer aussi bien que le favoriser. [réf. nécessaire]

## Selon le droit

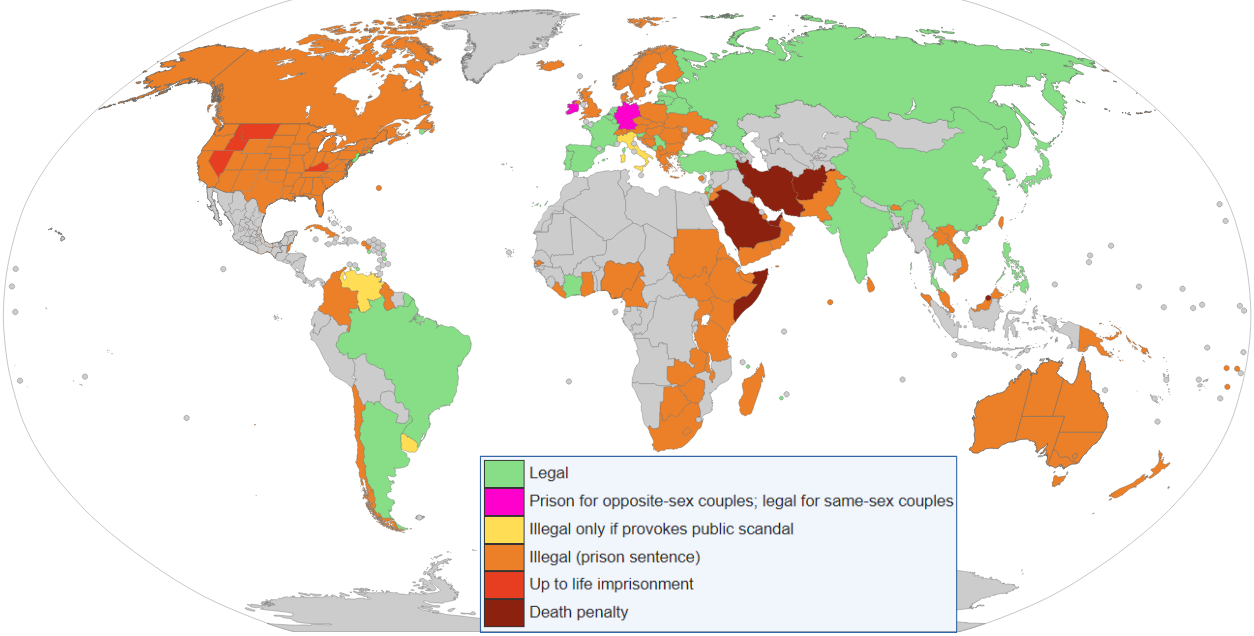
Législation sur l'inceste entre adultes consentants par pays.

## L’inceste dans l'histoire

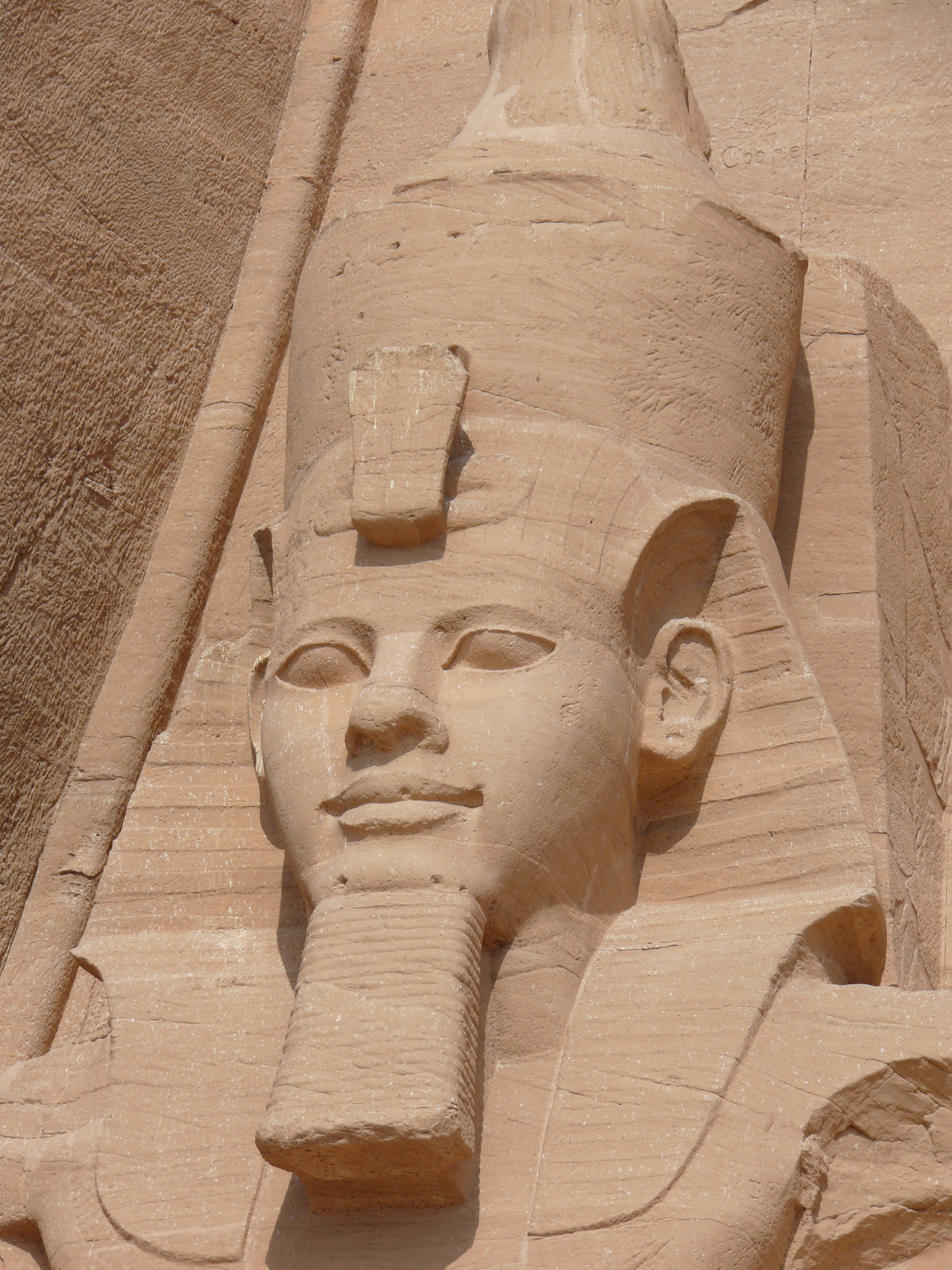
Abou Simbel. Ramsès II a eu des relations incestueuses avec deux de ses filles (Mérytamon et Bentanat).

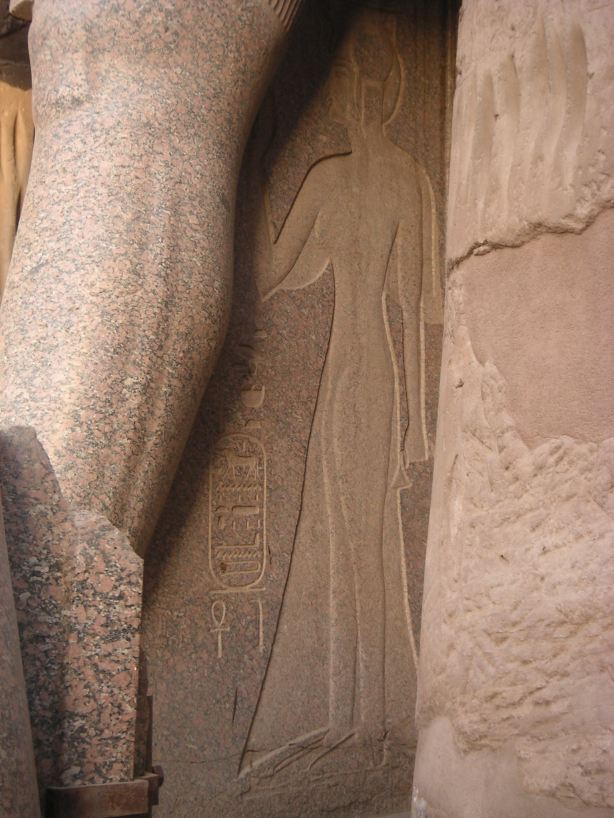
Relief de Bentanat Ire gravé sur l'un des colosses de la cour de Ramsès II au temple d'Amon (Louxor).